# Polisportiva Aquila Montevarchi 1972-1973
Questa voce raccoglie le informazioni riguardanti la Polisportiva Aquila Montevarchi nelle competizioni ufficiali della stagione 1972-1973.

## Rosa
| N. |                   | Ruolo | Calciatore          |
| -- | ----------------- | ----- | ------------------- |
|    | Italia (bandiera) | C     | Piero Bencini       |
|    | Italia (bandiera) | C     | Federico Berettini  |
|    | Italia (bandiera) | D     | Rolando Bruni       |
|    | Italia (bandiera) | D     | Giorgio Cantelli    |
|    | Italia (bandiera) | A     | Vincenzo Damiano    |
|    | Italia (bandiera) | C     | Fulvio Donatello    |
|    | Italia (bandiera) | P     | Oriano Gavioli      |
|    | Italia (bandiera) | D     | Riccardo Giovanardi |
|    | Italia (bandiera) | A     | Massimo Gori        |

| N. |                   | Ruolo | Calciatore        |
| -- | ----------------- | ----- | ----------------- |
|    | Italia (bandiera) | P     | Roberto Negrisolo |
|    | Italia (bandiera) | C     | Aldo Notari       |
|    | Italia (bandiera) | D     | Claudio Onofri    |
|    | Italia (bandiera) | A     | Cataldo Rizzuto   |
|    | Italia (bandiera) | D     | Giorgio Sabbadin  |
|    | Italia (bandiera) | A     | Mario Scarpa      |
|    | Italia (bandiera) | A     | Claudio Trevisan  |
|    | Italia (bandiera) | D     | Mario Zathila     |